# Stigmatura
Stigmatura – rodzaj ptaków z podrodziny eleni (Elaeniinae) w obrębie rodziny tyrankowatych (Tyrannidae).

## Występowanie
Rodzaj obejmuje gatunki występujące w Ameryce Południowej.

## Morfologia
Długość ciała 13–16 cm, masa ciała 8,5–13,2 g.

## Systematyka
Rodzaj zdefiniowali w 1866 roku angielscy ornitolodzy Philip Lutley Sclater i Osbert Salvin w artykule poświęconym spisowi ptaków zebranych przez Bartletta nad rzeką Ukajali we wschodnim Peru, wraz z uwagami i opisami nowych gatunków, opublikowanym w czasopiśmie „Proceedings of the Zoological Society of London”. Gatunkiem typowym jest (oznaczenie monotypowe) pliszkogonek duży (S. budytoides).

### Etymologia
Stigmatura: gr. στιγμα stigmo, στιγματος stigmatos ‘plamka’; ουρα oura ‘ogon’.

### Podział systematyczny
Do rodzaju należą następujące gatunki:
- Stigmatura napensis Chapman, 1926 – pliszkogonek mały
- Stigmatura bahiae Chapman, 1926 – pliszkogonek płowy
- Stigmatura budytoides (d’Orbigny & Lafresnaye, 1837) – pliszkogonek duży